# Coal (Leprous)
Coal è il terzo album in studio del gruppo musicale norvegese Leprous, pubblicato il 20 maggio 2013 dalla Inside Out Music in Europa e otto giorni più tardi nell'America del Nord.

## Descrizione
Anticipato dall'audio di Chronic, uscito il 10 aprile 2013, e dal videoclip di The Cloak, uscito il 15 maggio dello stesso anno, Coal si compone di otto brani interamente scritti dagli stessi Leprous, produttori dell'album insieme a Heidi Solberg Tveitan e Vegard Tveitan della casa di produzione Mnemosyne.

Riguardo all'album, il frontman Einar Solberg ha dichiarato:
Coal è inoltre l'ultimo album registrato insieme al batterista Tobias Ørnes Andersen e al bassista Rein Blomquist, che hanno lasciato il gruppo tra il 2013 e il 2014.

## Tracce
Testi e musiche dei Leprous.
1. Foe – 5:15
2. Chronic – 7:19
3. Coal – 6:50
4. The Cloak – 4:09
5. The Valley – 8:59
6. Salt – 4:30
7. Echo – 9:41
8. Contaminate Me – 9:02

Tracce bonus (Limited Edition Digipak, LP)
1. Bury – 4:45
2. Foe (Remix) – 4:02

## Formazione
Gruppo
- Einar Solberg – voce, sintetizzatore, pianoforte
- Tor Oddmund Suhrke – chitarra, chitarra baritona
- Øystein Landsverk – chitarra
- Rein Blomquist – basso
- Tobias Ørnes Andersen – batteria, batteria elettronica, percussioni aggiuntive

Altri musicisti
- Ihsahn – arrangiamento strumenti ad arco (traccia 2), voce aggiuntiva (traccia 8)
- Håkon Aase – violino (traccia 8)

Produzione
- Vegard Tveitan – produzione, registrazione, montaggio
- Heidi Solberg Tveitan – produzione, registrazione
- Leprous – produzione, montaggio
- Rune Børø – registrazione pianoforte e violino
- Jens Bogren – missaggio
- Tony Lindgren – mastering
- Kristoffer Lislegaard – remix (traccia 10)
- Fredrik Klingwall – coproduzione della tastiera (traccia 10)